# Phänologie

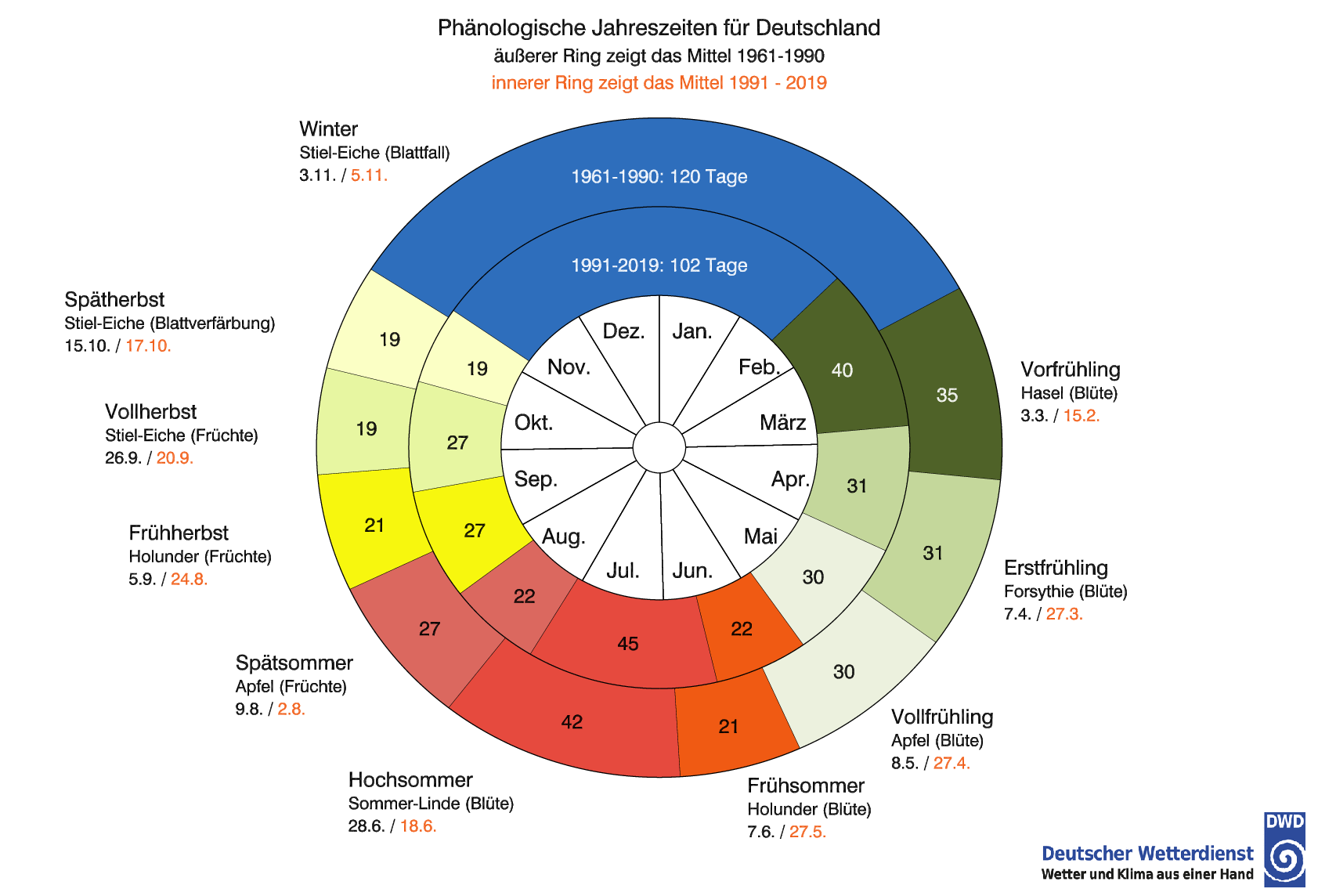
Die phänologische Uhr für Deutschland zeigt die durchschnittlichen Eintrittstermine der phänologischen Jahreszeiten im Zeitraum 1961–1990, sowie 1991–2019.

Die Phänologie (altgriechisch φαίνω phaíno, deutsch ‚ich erscheine‘ und -logie) befasst sich mit den im Jahresablauf periodisch wiederkehrenden Entwicklungserscheinungen in der Natur und die Phänometrie mit der Erfassung dieser Erscheinungen.
Die Phänologie beschäftigt sich hauptsächlich mit biologischen Prozessen im Kontext der Ökologie und Biogeographie. Die Eintrittszeiten charakteristischer Erscheinungen werden in einem „phänologischen Kalender“ festgehalten. Dieser unterteilt das „phänologische Jahr“ in physiologisch-biologisch begründete zehn „phänologische Jahreszeiten“ und orientiert sich an charakteristischen Entwicklungsstadien typischer Pflanzen (phänologischer Zeigerpflanzen) und an dem Verhalten der Tiere.
Ursprünglich in der Phänomenologie der Agrometeorologie beheimatet, hat sich die Phänologie in der modernen Zeit im Besonderen als leistungsfähiges Eichwerkzeug für Klima- und Wettermodelle herausgestellt und wird weltweit an klimatologischen und meteorologischen Forschungseinrichtungen fokussiert behandelt. Von Bedeutung ist sie auch für die Klimawandelforschung.

## Phänologischer Kalender
Das Eintreten der phänologischen Jahreszeiten basiert auf den jährlich wiederkehrenden Wachstums- und Entwicklungsstadien ausgewählter, typischer Pflanzen in der Natur. Beobachtet und erfasst werden Blüte, Blattaustrieb, Fruchtreife und Laubfall, die im Jahresverlauf zehn phänologische Jahreszeiten entstehen lassen. Erfasst werden auch landwirtschaftliche Kulturpflanzen sowie Bestellung und Ernte. Die phänologischen Jahreszeiten variieren in Abhängigkeit von der Großwetterlage und dem regionalen Klima und differiert auch in den verschiedenen Jahren.
Die phänologischen Jahreszeiten decken sich nicht mit den an fixe Anfangs- und Enddaten gebundenen astronomischen und meteorologischen Jahreszeiten. In der Landwirtschaft sind es aber gerade die phänologischen Jahreszeiten, die dem Bauern helfen zu beurteilen, welche Arbeiten für seinen Landstrich anfallen.
Die Auswertung der Beobachtung ausgewählter Zeigerpflanzen ermöglicht Rückschlüsse auf regionale, aber auch auf globale Klimaschwankungen bzw. Klimaverschiebungen.
Mit dem Ziel die Auswirkungen des Klimawandels auf die biologische Vielfalt in Deutschland zu minimieren, beobachtet auch das Umweltbundesamt genau zu welchen Veränderungen es z. B. bei der Verschiebung der Vegetationszonen, den Veränderung des Vogelzugverhaltens und dem Rückgang kälteliebender Arten kommt. Für Deutschland gibt es bisher keine breit angelegten Untersuchungen oder systematischen Beobachtungen, die die Folgen phänologischer Verschiebungen für Pflanzen und Tieren darstellen. Es werden jedoch weitere Verschiebungen der phänologischen Phasen eine Zunahme damit einhergehender Veränderungen erwartet.
Für das 20. Jahrhundert lässt sich feststellen, dass die Frühlingsphasen immer früher eintreten, was sich auf Einflüsse des globalen Klimawandels zurückführen lässt. Die phänologische Vegetationsperiode, die der Summe der Tage des phänologischen Frühlings, Sommers und Herbstes entspricht, verlängert sich aktuell. Während die Vegetationsperiode in den 30 Jahren von 1951 bis 1980 im Mittel lediglich 222 Tage dauerte, verlängerte sie sich im Durchschnitt während der 30 Jahre (von 1988 bis 2017) um 10 Tage auf 232 Tage. Dabei ist zu beachten, dass die Länge der Vegetationsperiode über die Jahre hinweg stark variiert.

## Grundlagen der Phänologie

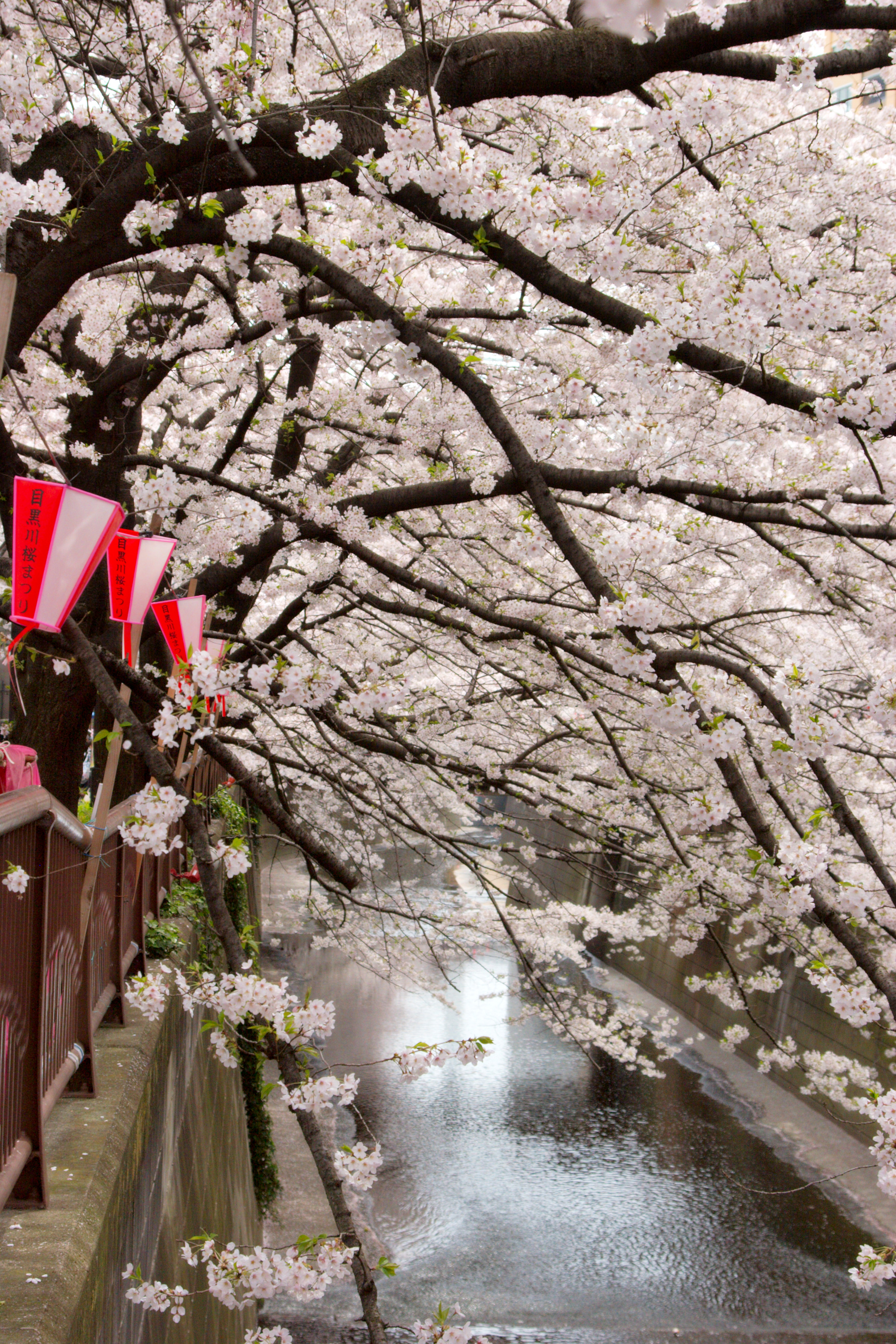
Kirschblütenfest in Japan

### Geschichtliches
In Japan führt man bereits seit Anfang des 8. Jahrhunderts phänologische Beobachtungen durch, die zum Teil fester Bestandteil der Kultur geworden sind. So wird das Kirschblütenfest als Symbol des wiedererwachenden Lebens bis heute in ganz Japan als ein großes Volksfest gefeiert.
Der Botaniker Hermann Hoffmann führte 1882 einheitliche Richtlinien für die phänologische Erfassung von Beobachtungen der Erscheinungsformen in der Natur ein.
Zur Zeit des Dritten Reichs versprach man sich von diesen Beobachtungen eine bestmögliche Ausnutzung der landwirtschaftlichen Flächen zur besseren Versorgung der Bevölkerung. Daher wurden bis 1941 insgesamt 7000 Beobachterstellen geschaffen, die phänologischen Daten systematisch erfassten und veröffentlichten.
Ab 1945 übernahm der Deutsche Wetterdienst die phänologischen Beobachtungen. Der Agrarmeteorologe Fritz Schnelle
gründete 1957 in Zusammenarbeit mit der Humboldt-Universität zu Berlin die „Internationalen Phänologischen Gärten“ (IPG).
Die Berliner Uni koordiniert darüber hinaus das phänologische Netzwerk „Global Phenological Monitoring Program – GPM“, in dem Wissenschaftler weltweit untersuchen, wie Pflanzen auf klimatische Bedingungen und Klimaveränderungen reagieren.

### Phänologische Zeigerpflanzen und Beobachtungskriterien

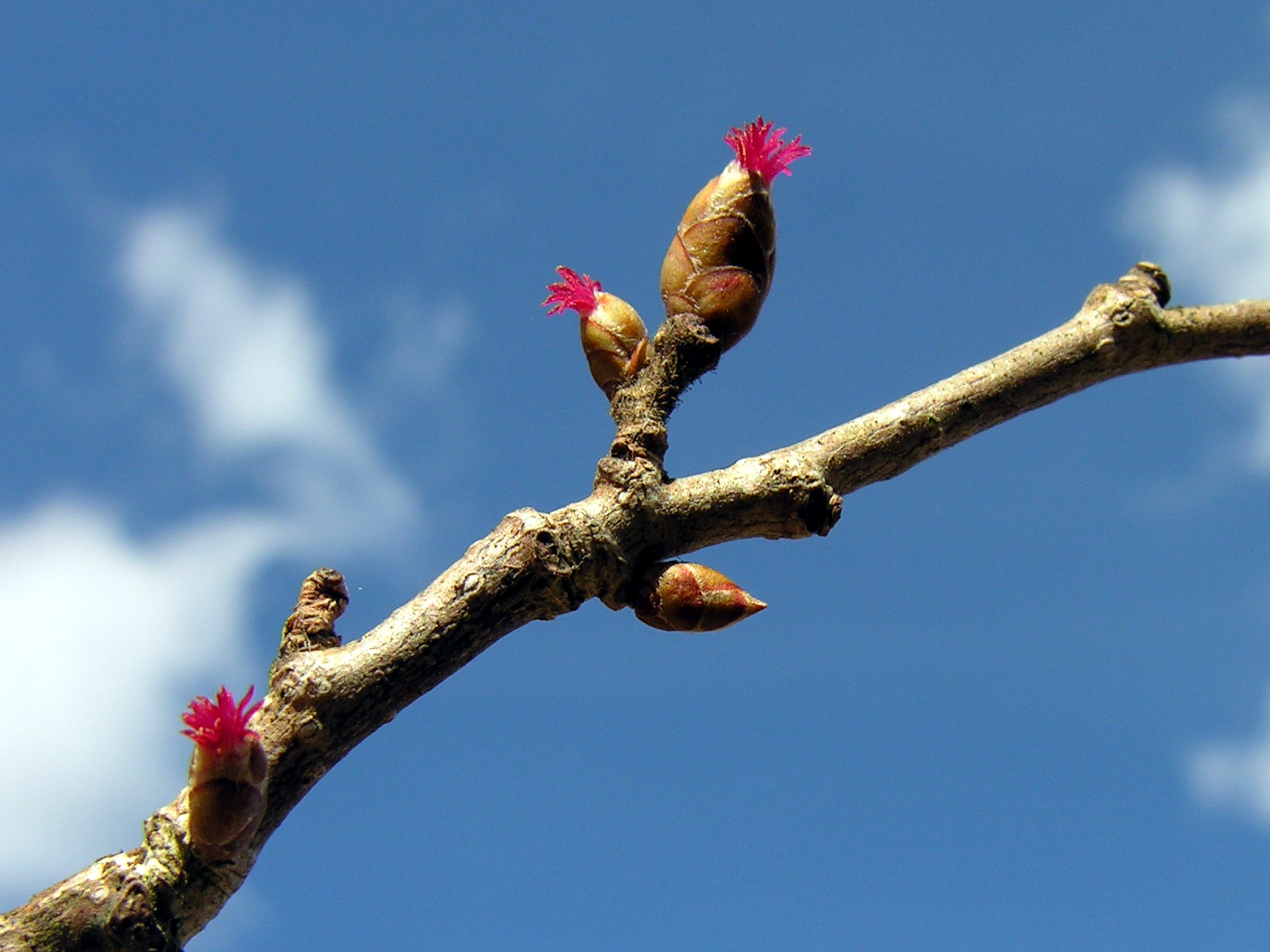
Weiblicher Blütenstand der Haselnuss

#### Beobachtungskriterien
- Beginn der Blüte bei drei bis vier beobachteten Pflanzen einer Art
- Vollblüte, bei über 50 Prozent der beobachteten Art
- Ende der Blüte, über 95 Prozent der Blüten sind abgestorben
- Beginn der Blattentfaltung, wenn an drei bis vier Stellen der beobachteten Pflanzen die normale Blattoberfläche erreicht ist und das Blatt sich bis zum Blattgrund entwickelt hat
- volle Blattentfaltung, wenn sich 95 Prozent aller Blätter entfaltet haben.[4]

#### Wildpflanzen
Wildpflanzen werden nach Regionentypus ausgewählt, wenn sie häufig oder leicht zu beobachten sind:
Bergahorn, Besenheide, Birke, Buschwindröschen, Europäische Lärche, Fichte, Flieder, Frühlingsknotenblume, Haselnuss, Heidelbeere (Blaubeere), Herbstzeitlose, Löwenzahn, Robinie, Rosskastanie, Rotbuche, Sal-Weide, Schlehdorn, Schneeglöckchen, Schwarzer Holunder, Stiel-Eiche, Vogelbeere (Eberesche), Wald-Erdbeere, Wiesen-Knäuelgras, Winter-Linde

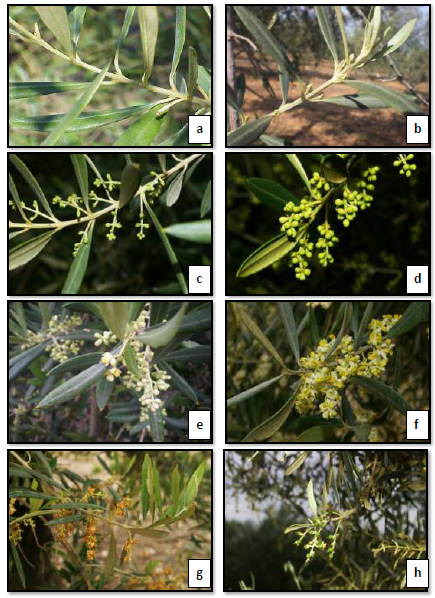
Phänologie des Olivenbaums mit BBCH-Code: a-50, b-51, c-54, d-57, e-60, f-65, g-67, h-68 (Oteros et al., 2013)

#### Nutzpflanzen
Nutzpflanzen aus Landwirtschaft und Obstbau:
Aprikose (Marille), Kulturapfel, Mais, Pflaume/Zwetschge, Raps, Rote Johannisbeere (Ribisel), Sommergetreide (Gerste, Hafer, Roggen, Weizen), Sonnenblume, Spätkartoffel, Süßkirsche, Weinrebe, Wintergetreide, Zuckerrübe

#### Zierpflanzen
Zierpflanzen im Garten, hierbei wird je nach Beobachtungsprogramm eine bestimmte Ziersorte ausgewählt:
Europäischer Pfeifenstrauch (Philadelphus coronarius), Flieder (Syringa vulgaris), Forsythie (Forsythia suspensa), Herbstblühende Zaubernuss (Hamamelis virginiana), Zaubernuss (Hamamelis × Intermedia)

### Phänologie des Tierverhaltens
Den jeweiligen phänologischen Jahreszeiten lässt sich auch das Verhalten von Tieren entsprechend zuordnen, wie z. B. das erste Auftreten von Bienen, Schmetterlingen (z. B. Kleiner Fuchs, Kleiner Kohlweißling, Zitronenfalter), die ersten Kuckucksrufe, Ausfliegen der Maikäfer oder der Vogelzug. Ähnlich aufschlussreich sind das Erwachen bestimmter Arten (z. B. der Bilche aus der Winterruhe) sowie das Einsetzen der Balz bei bestimmten Tierarten. Durch die Beobachtung des Tierverhaltens kann einerseits fehlender Bestand einer Zeigerpflanze (oder der regionale oder in Aufzeichnungen vorhandene Wechsel zu einer anderen) überbrückt werden und anderseits lassen sich die phänologischen Phasen auch auf Extrem- und Höhenlagen ausdehnen.

## Phänologische Jahreszeiten Mitteleuropas
Das phänologische Jahr wird in zehn physiologisch-biologisch begründete sogenannte „phänologische Jahreszeiten“ eingeteilt, die durch spezielle phänologische Indikatoren (Leitphasen) gekennzeichnet werden.
Für Gärtner und in der Landwirtschaft Tätige bietet die Beobachtung der entsprechenden Zeigerpflanzen Orientierung, wenn es darum geht, die passende Zeit für Arbeiten im Garten und auf dem Feld festzulegen. Da die phänologischen Jahreszeiten auf das Mikroklima der jeweiligen Region abgestimmt sind, variiert der richtige Zeitpunkt für bestimmte Arbeiten von Region zu Region. Die wohl bekannteste Gartenempfehlung, die ihren Ursprung in der Phänologie hat, ist, dass der Rosenschnitt erst durchgeführt werden sollte, wenn die Forsythien blühen.
Bei der Aufzählung der Gartenarbeiten handelt es sich um eine Auswahl. Regelmäßig anfallende Arbeiten, wie z. B. das Jäten von Unkraut, die nicht von der Jahreszeit abhängen, werden in der Aufzählung nicht erwähnt.

### Vorfrühling

#### Typische Zeigerpflanzen

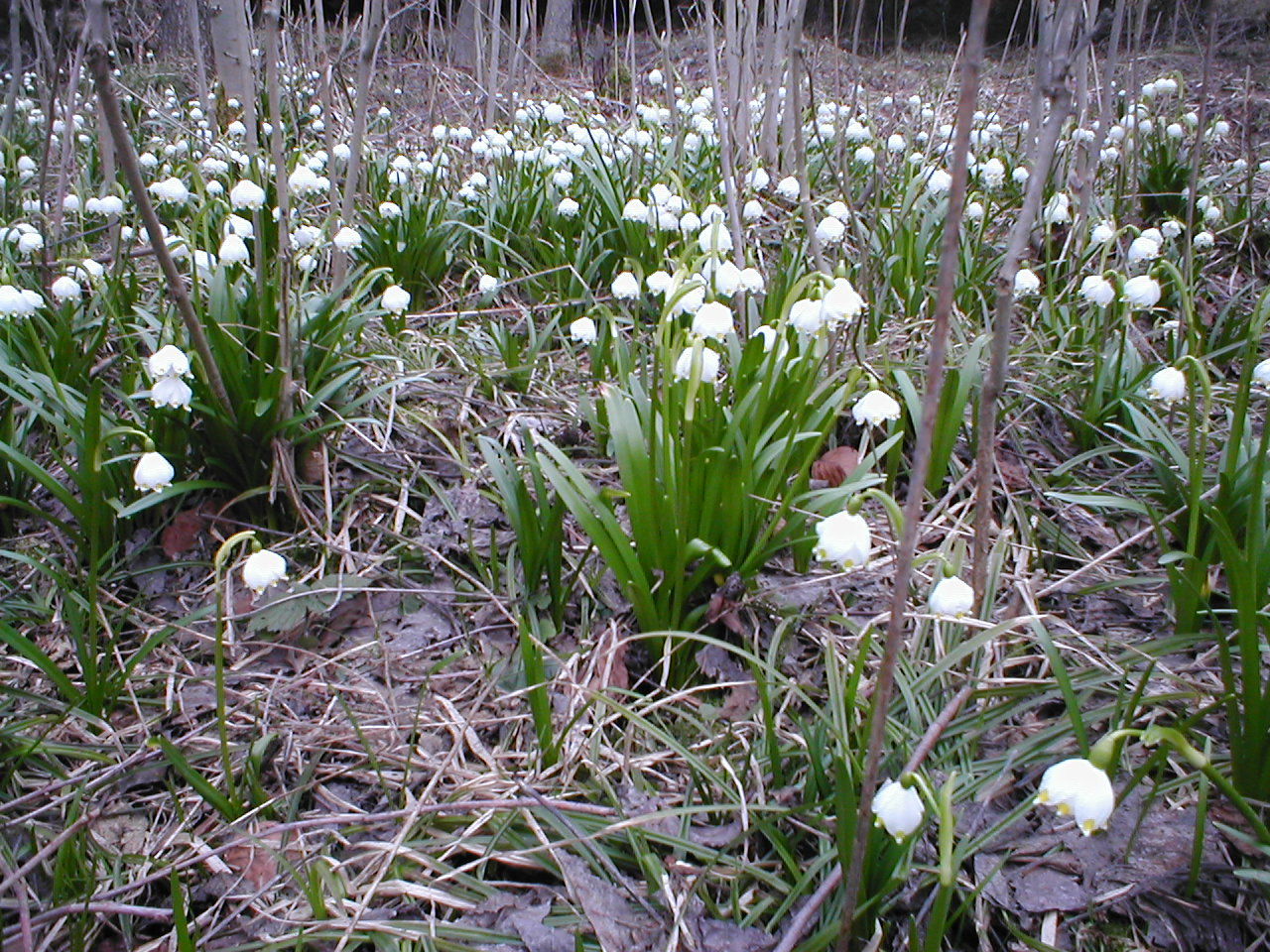
Blühende Märzbecher

Der Vorfrühling beginnt meist Ende Februar oder Anfang März. Er wird angezeigt durch die erste Blüte von Haselnuss, Schneeglöckchen, Christrosen, Winterlinge, Märzbecher, Krokusse, Huflattich, Leberblümchen, Schlüsselblumen, Kornelkirsche, Seidelbast sowie Schwarz-Erle und Salweide. Der Winter-Jasmin steht in Vollblüte und in den Alpen beginnt der Austrieb des Bergahorns.

#### Aktivitäten in der Tierwelt
An den Frühblühern sind Hummeln zu sehen und auf den Wiesen werden die ersten frischen Maulwurfshügel aufgeworfen. Stare und Feldlerchen kehren aus ihren Überwinterungsgebieten zurück und die Amseln beginnen mit dem Nestbau.

#### Gartenarbeiten im Vorfrühling
- Beste Zeit für den Obstbaumschnitt
- Pflanzung von Obstgehölzen
- Gemüse und Kräutern mit langer Entwicklungszeit vorziehen, z. B. Auberginen, Paprika, Tomaten, Thymian, Rosmarin, Kohlrabi, Majoran, Sellerie, Sommerlauch und Zitronenmelisse
- Robuste Gemüse- und Kräuterarten im Freien aussäen, z. B. Spinat, Schwarzwurzeln, Schnittlauch, Dicke Bohnen, Kresse, Radieschen, Rettich, Pflücksalat, Pastinaken und Petersilie
- Kaltkeimer im Freien aussäen, z. B. Akelei, Christrose, Diptam, Eisenhut, Kaiserkronen, Kuhschellen, Lungenkraut, Maiglöckchen, Primeln, Pfingstrosen, Schlüsselblumen, Tränendes Herz, Taglilien, Trollblume und Veilchen
- Robuste Sommerblüher im Freien aussäen, z. B. Ringelblume, Rittersporn, Kornblume, Klatschmohn, Goldmohn, Schleierkraut, Schleifenblume und Jungfer im Grünen
- Schnitt von Hecken und Pflegeschnitt von Blütensträuchern, z. B. Bauernjasmin, Forsythien, Deutzien, Sommerflieder und Weigelien
- Entfernen von Fruchtmumien an Obstbäumen und abgestorbenen Blütenständen bei mehrjährigen Stauden
- Bei Bedarf Kompost ausbringen[15]

#### Landwirtschaft
Sobald die überschüssige Winterfeuchtigkeit von den Böden verschwunden bzw. die Grünlandtemperatursumme erreicht ist, beginnt die landwirtschaftliche Tätigkeit, die mit der Aussaat des Sommergetreides endet.

### Erstfrühling

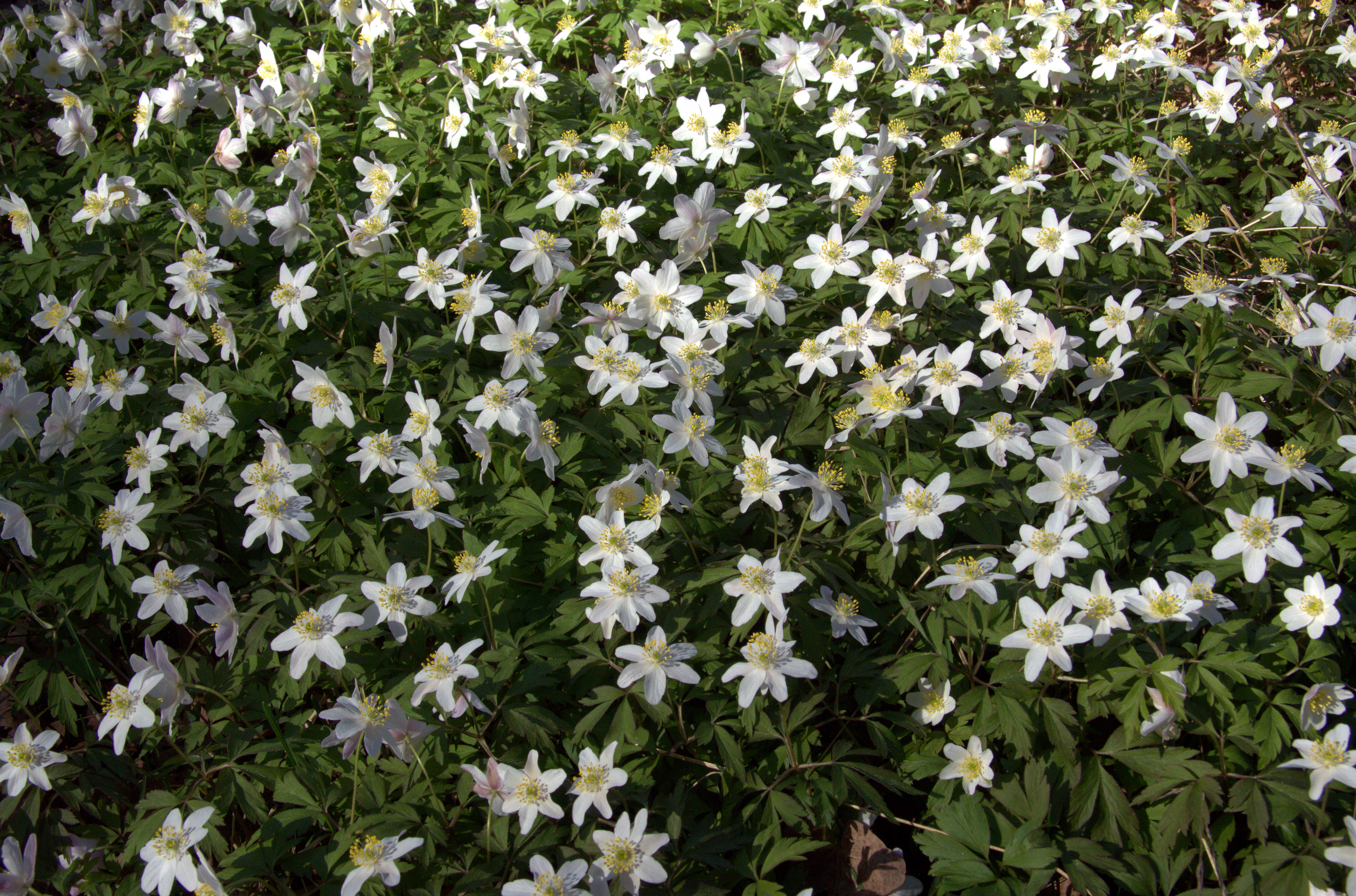
Buschwindröschen am 13. März

#### Typische Zeigerpflanzen
Der darauffolgende Erstfrühling äußert sich durch die Blüte von Forsythie, Veilchen, Buschwindröschen und Blausternen.
Sauerklee kommt zum Vorschein. Außerdem entfalten sich die Blätter von Stachel- und Johannisbeeren, später der Blüte von Kirsche, Pflaume, Schlehdorn und Birne.
Blätter treiben zuerst die Rosskastanien und Birken, etwa eine Woche später auch Rotbuche, Linde und Ahorn. Wenn sich die Blätter der Linden entfalten, neigt sich der Erstfrühling schon dem Ende zu. Narzissen und Tulpen stehen dann in voller Blüte.

#### Aktivitäten in der Tierwelt

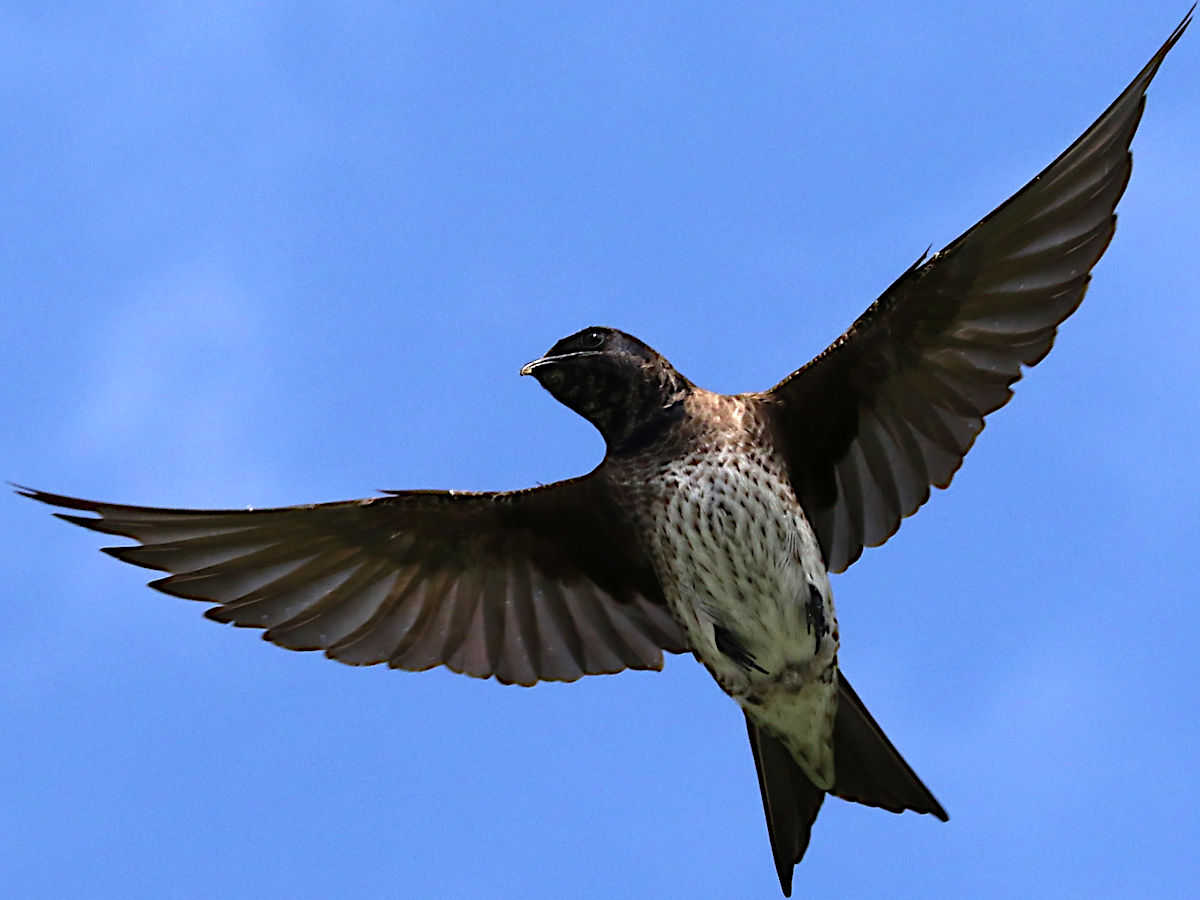
Schwalbe im Flug

Wild- und Honigbienen werden aktiv. Schwalben kehren aus ihren Winterquartieren zurück. Rotschwänze beginnen zu brüten.

#### Gartenarbeiten im Erstfrühling
- Obstgehölze pflanzen (ggf. Düngen)
- Kompost umsetzen und Saatbeete vorbereiten
- Vorziehen von Auberginen, Basilikum, Buschbohnen, Paprika, Tomaten, Blumenkohl, Brokkoli, Thymian, Rosmarin, Kohlrabi, Kapuzinerkresse, Majoran, Sellerie, Gurken, Kürbis, Melone, Zucchini, Zuckermais, Rosenkohl, Wirsing, Rotkohl und Zitronenmelisse
- Auspflanzen im Freien: Kopfsalat, Kohlrabi, Frühkohl, Sommerlauch, Grünspargel, Topinambur, Kartoffeln, Steckzwiebeln, Knoblauch
- Gemüse- und Kräuterarten für die Aussat im Freien, z. B. Salat, Spinat, Schwarzwurzeln, Kerbel, Kohlrabi, Erbsen, Lauch, Möhren, Mangold, Dill, Borretsch, Bohnenkraut, Schnittlauch, Kresse, Radieschen, Rettich, Pastinaken, Rote Bete und Petersilie
- Vermehrung von Kräuterstauden durch Wurzelteilung, z. B. Melisse, Liebstöckel.
- Aussaat von Sommerblühern, z. B. Edelwicke, Mädchenauge, Bechermalve, Ringelblume, Rittersporn, Kornblume, Klatschmohn, Goldmohn, Schleierkraut, Sonnenblumen, Strohblumen, Schleifenblume und Tagetes
- Rasen vertikulieren, nachsäen und/oder neu anlegen
- Rosen schneiden und düngen, aber auch Pflanzzeit für Rosen
- Nisthilfen für Insekten und Vögel bereitstellen[18]

#### Landwirtschaft
Das Sommergetreide geht auf, Dauergrünland ergrünt. Blätter treiben, zunächst Rosskastanie und Birke, etwa eine Woche später auch Rotbuche, Linde und Ahorn. Die Bauern beginnen mit dem Setzen von Kartoffeln und der Aussaat der Zuckerrüben.

### Vollfrühling

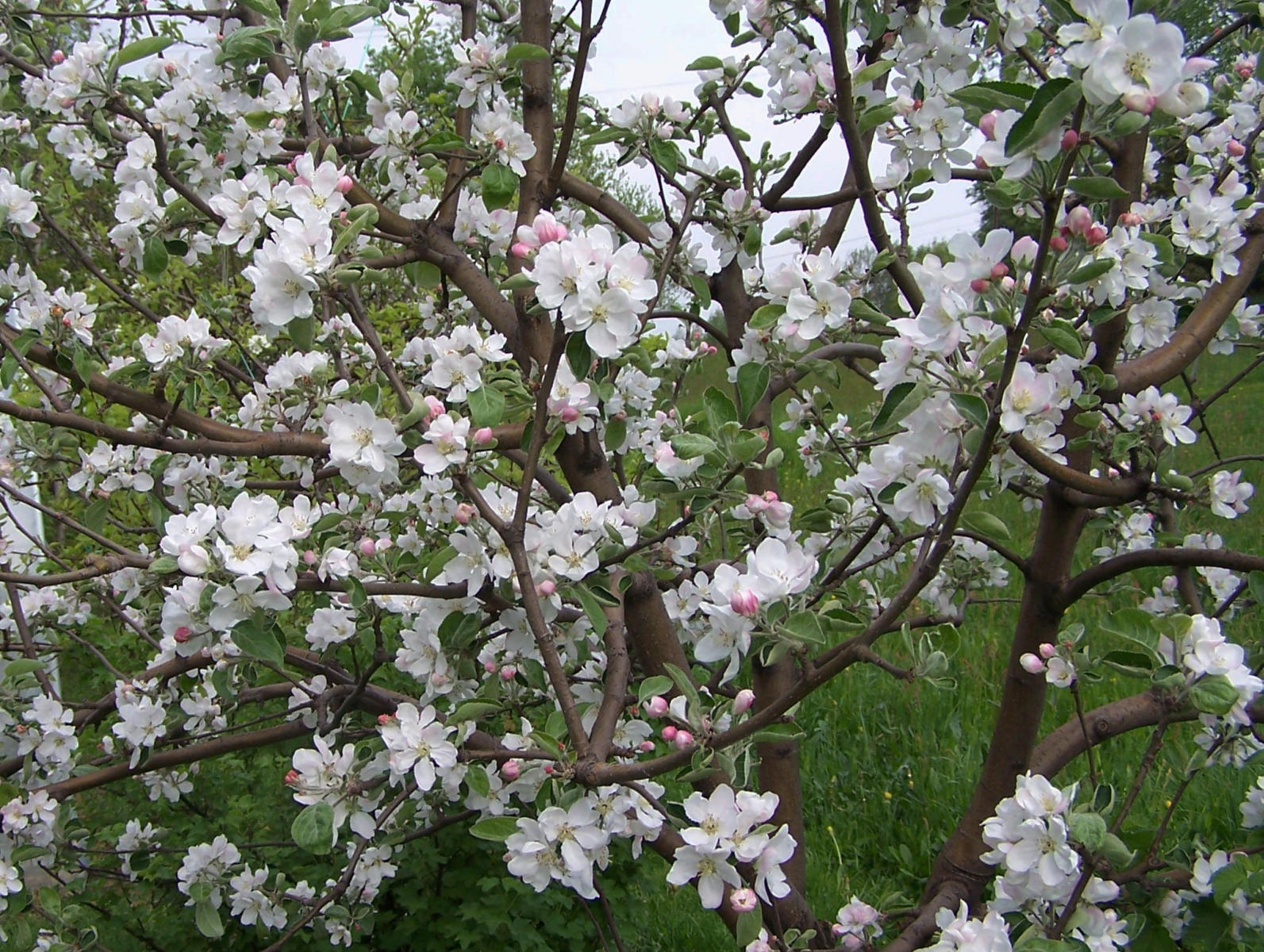
Apfelblüte

#### Typische Zeigerpflanzen
Der Vollfrühling ist durch die Blüte von Kulturapfel und Flieder gekennzeichnet und endet mit der Blüte der Himbeere.
Es blühen Eberesche, Rosskastanie, Löwenzahn, Maiglöckchen, Rauer Beinwell, Bärlauch und Waldmeister.
Eiche, Hainbuche, Weinrebe Esche und Stieleichen treiben Blätter.

#### Aktivitäten in der Tierwelt

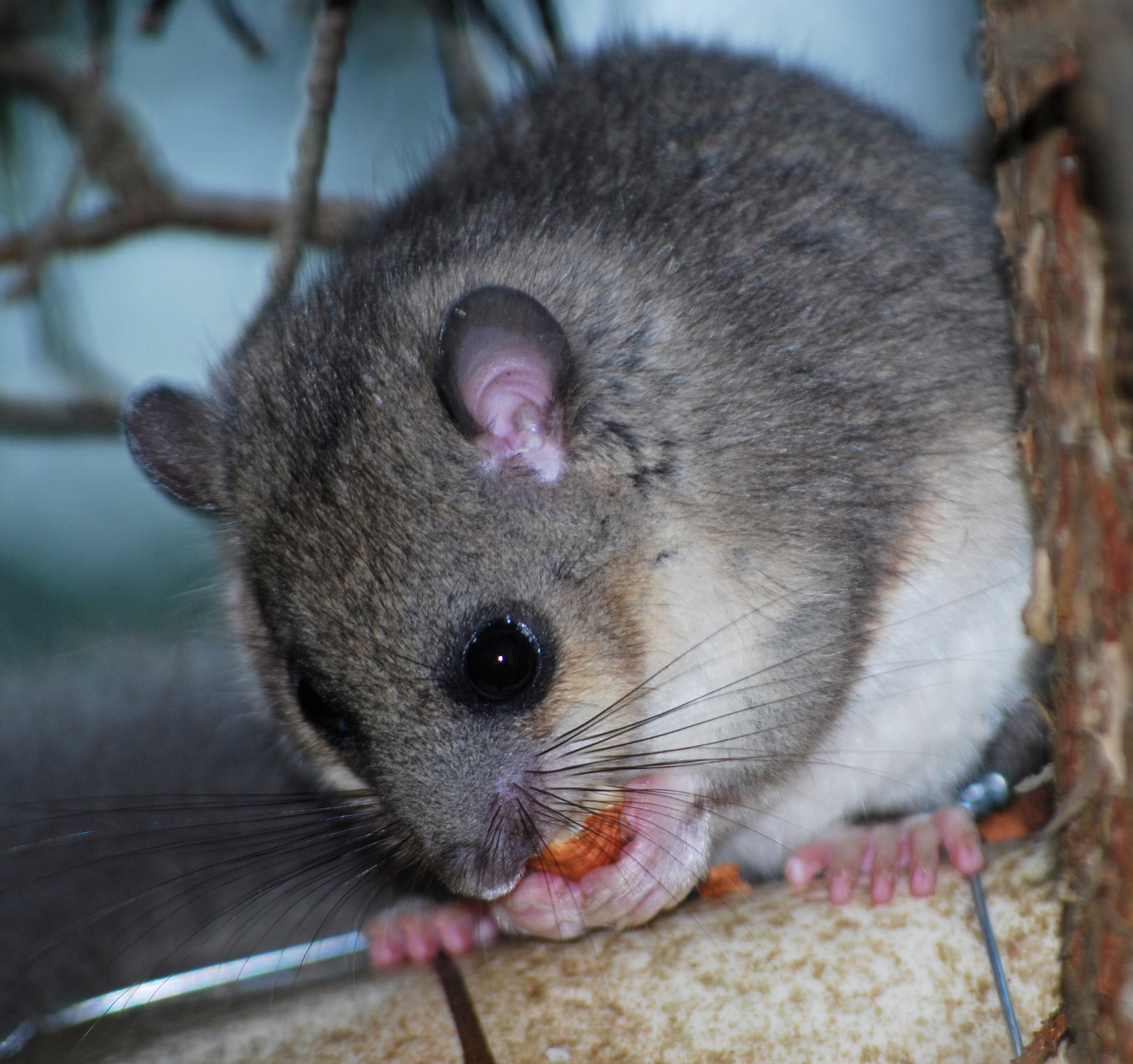
Siebenschläfer mit Haselnuss

Die ersten Maikäfer fliegen. Der Ruf des Kuckucks ist zu hören. Die Bilche, zu denen unter anderem Siebenschläfer und Haselmaus gehören, erwachen aus dem Winterschlaf.

#### Gartenarbeiten im Vollfrühling
- Boden lockern und mit dem ersten Rasenschnitt mulchen
- Erdbeeren mit Stroh oder Holzwolle mulchen, um Fäulnis vorzubeugen
- Überzählige Himbeertriebe entfernen und Ruten hochbinden
- Auspflanzen im Freien: vorgezogene Auberginen, Tomaten, Paprika, Sellerie, Gurken, Zucchini, Melonen usw. in den Garten, außerdem können Salate, Kohlgewächse, Sommerlauch und Kartoffeln gesetzt werden (erst nach den Eisheiligen)
- Aussaat im Freien: Basilikum, Salat, Chicorée, Stangenbohnen, Buschbohnen, Brokkoli, Blumenkohl, Möhren, Mangold, Dill, Bohnenkraut, Schnittlauch, Kresse, Radieschen, Rettich, Rote Bete, Winterlauch, Zuckermais und Petersilie
- Aussaat im Freien, z. B. Chrysanthemen, Levkojen, Portulakröschen, Strohblumen, Sonnenblumen, Schleifenblume, Zierkürbisse und Tagetes
- Pflanzzeit für die nicht winterharten Knollen, wie Dahlien, Begonien und Gladiolen sowie der herbstblühenden Zwiebelblumen, wie Herbstzeitlose oder Sternbergien[20]

#### Landwirtschaft
Auf den Feldern laufen die Zuckerrüben und Kartoffeln auf, das bereits im Vorjahr aufgelaufene Wintergetreide schosst. Der Vollfrühling startet meist Ende Februar im Südwesten von Portugal und erreicht etwa 90 Tage später das etwa 3600 km entfernte Finnland. Er zieht in Europa also mit etwa 40 km pro Tag nordwärts.

### Frühsommer

#### Typische Zeigerpflanzen

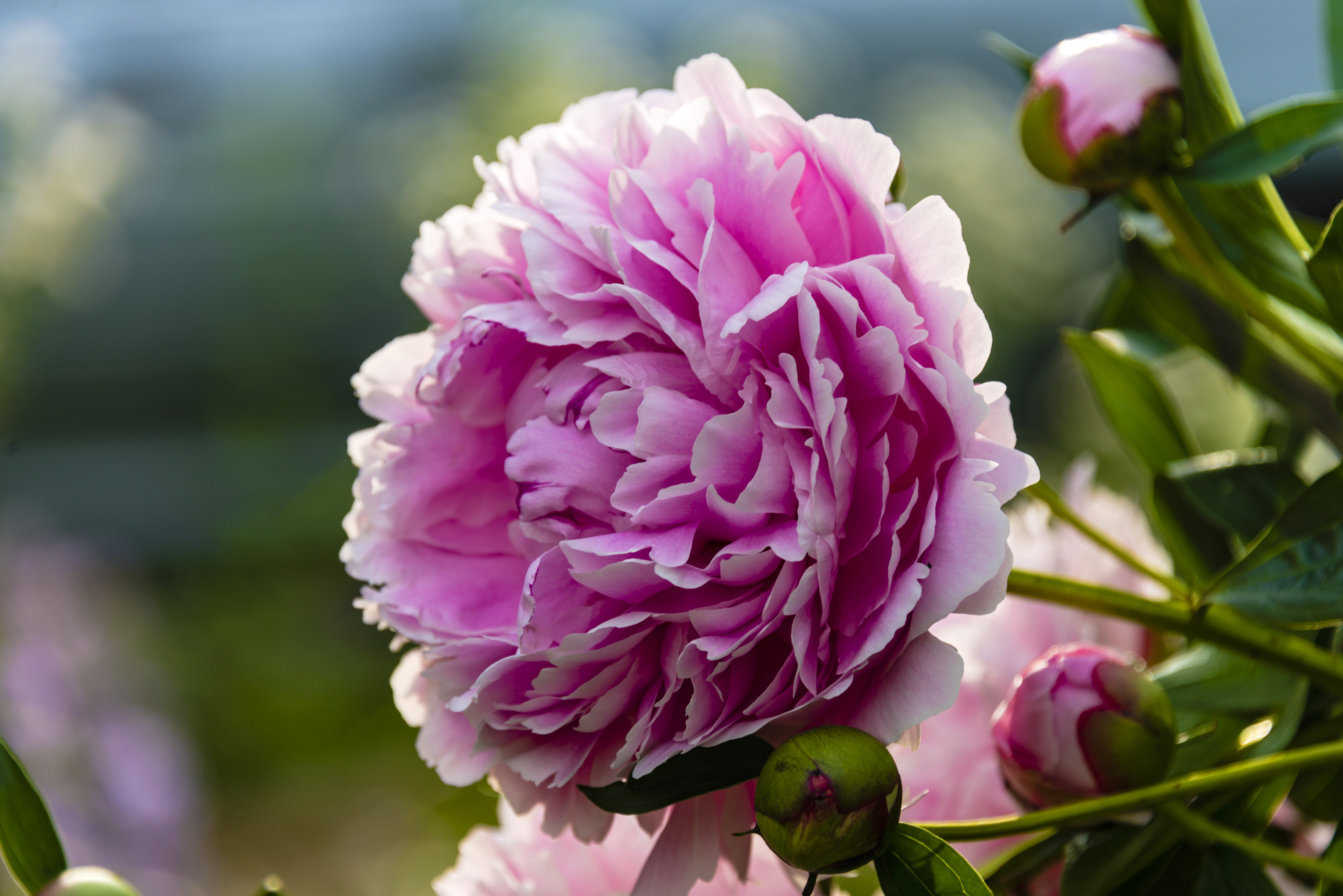
Blühende Pfingstrose

Der Frühsommer fällt meist in den Juni. Es blühen Gräser, Wiesen-Fuchsschwanz, Schwarzer Holunder, Weißdorn, Wald-Geißbart, Türkischer Mohn, Pfingstrosen, Wildrosen, Hunds-Rosen, Edelkastanie und Robinie.
Die ersten Erdbeeren und Süßkirschen werden reif.
Außerdem blühen zahlreiche Wiesenblumen und Gräser, d. h. für viele Allergiker beginnt die Heuschnupfen-Saison.

#### Aktivitäten in der Tierwelt
Die Grillen beginnen zu zirpen. Die erste Brut der Singvögel verlässt das Nest und wird flügge.

#### Gartenarbeiten im Frühsommer
- Stecklingsvermehrung von Kräutern, Stauden und Gehölzen
- Herbst- und Wintergemüse im Freien auspflanzen, z. B. Brokkoli, Grünkohl, Rotkohl, Wirsing und Lauch, aber auch Basilikum, Kürbisse, Zucchini, Gurken, Paprika und Sellerie.
- im Freien aussäen: Stangenbohnen, Buschbohnen, Sommerradieschen, Sommerrettich, Fenchel, Radicchio, Zuckerhut, Zucchini, Endivie, Sommersalate, Chicorée, Brokkoli, Wintermöhren, Rote Bete, Winterlauch, Kresse
- Erdbeeren nach der Ernte düngen und Ableger entfernen
- Ende der Saison von Spargel und Rhabarber
- Beginn der Kräuterernte und Trocknung, z. B. Melisse, Salbei, Thymian, Holunderblüten, Rosenblüten
- Aussaat im Freien: Jetzt ist die Zeit der Zweijährigen, die im nächsten Jahr blühen sollen, z. B. Stockrosen, Nachtkerzen, Fingerhut, Königskerzen, Karden, Stiefmütterchen, Goldlack, Bartnelken, Vergissmeinnicht, Islandmohn
- Schnitt von Hecken und Ziersträuchern (aber erst, nachdem die Jungvögel flügge sind)
- verblühte Rosenblüten entfernen und Rosen nach der Blüte düngen[22]

#### Landwirtschaft
Während der Winterroggen bereits blüht, zeigen sich bei den anderen Getreidearten die ersten Ähren und Rispen (Schossen). Der Frühsommer ist auch die Zeit der ersten Heuernte.

### Hochsommer

#### Typische Zeigerpflanzen

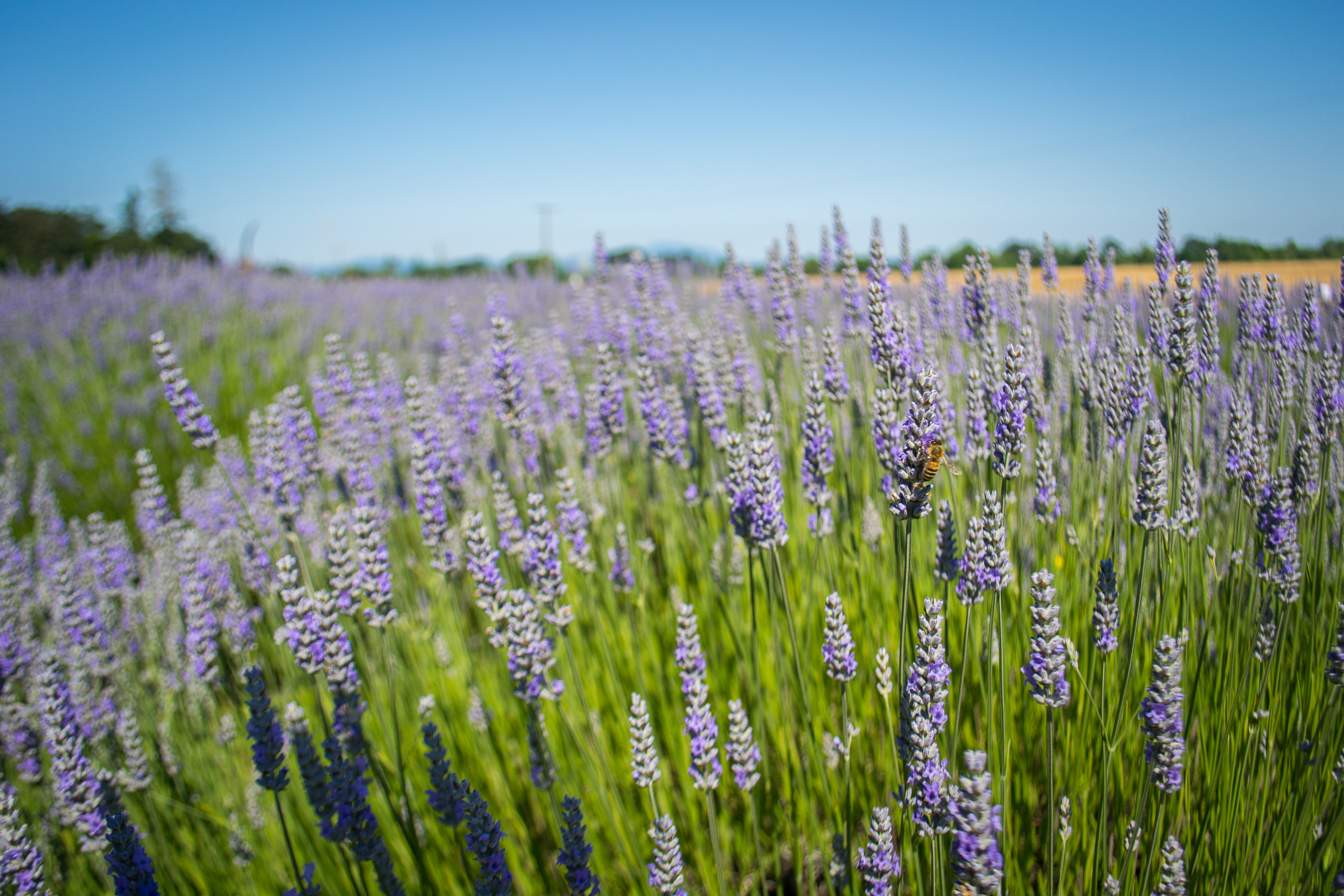
Blühender Lavendel

Der Beginn des Hochsommers wird durch die Blüte der Sommer-Linde angezeigt. Außer der Wegwarte blühen Lavendel, Liguster, Hortensien und Kartoffel, in den Gärten reifen die Johannisbeeren.

#### Aktivitäten in der Tierwelt
In den Abendstunden sind Leuchtkäfer zu sehen. Die Frösche beginnen zu quaken und die Maulwürfe werden immer aktiver.

#### Gartenarbeiten im Hochsommer
- Ernte von Beerenobst wie Johannisbeeren, Stachelbeeren, späte Erdbeersorten, erste Himbeeren sowie Gemüse, Salaten und Kräutern (z. B. Basilikum, Majoran, Salbei)
- Beerensträucher (z. B. Himbeeren) nach der Ernte schneiden
- neue Erdbeerbeete anlegen
- frei gewordene Beete zur Bodenverbesserung mit Gründüngung bepflanzen
- Stecklingsvermehrung von Kräutern, Stauden und Gehölzen
- Auspflanzen im Freien: späte Gemüsesorten wie Chinakohl, Knollenfenchel, Endivie, Radicchio, Zuckerhut, Lauch, Rotkohl, Weißkohl, Wirsing
- im Freien aussäen: Buschbohnen, Chinakohl, Mangold, Spinat, Radieschen, Winterrettich, Endivie, Radicchio, Zuckerhut, Feldsalat, Fenchel, Petersilie fürs Folgejahr
- Aussaat im Freien: Stauden wie Akelei, Alant, Lupinen, Lerchensporn, Rittersporn und Glockenblumen[24]

#### Landwirtschaft
Wichtigstes landwirtschaftliches Ereignis ist die Getreideernte, die mit dem Schneiden der Wintergerste beginnt. Es folgt die Ernte des Winterrapses, des Winterweizens und am Ende schließlich die von Winterroggen und Hafer.

### Spätsommer

#### Typische Zeigerpflanzen

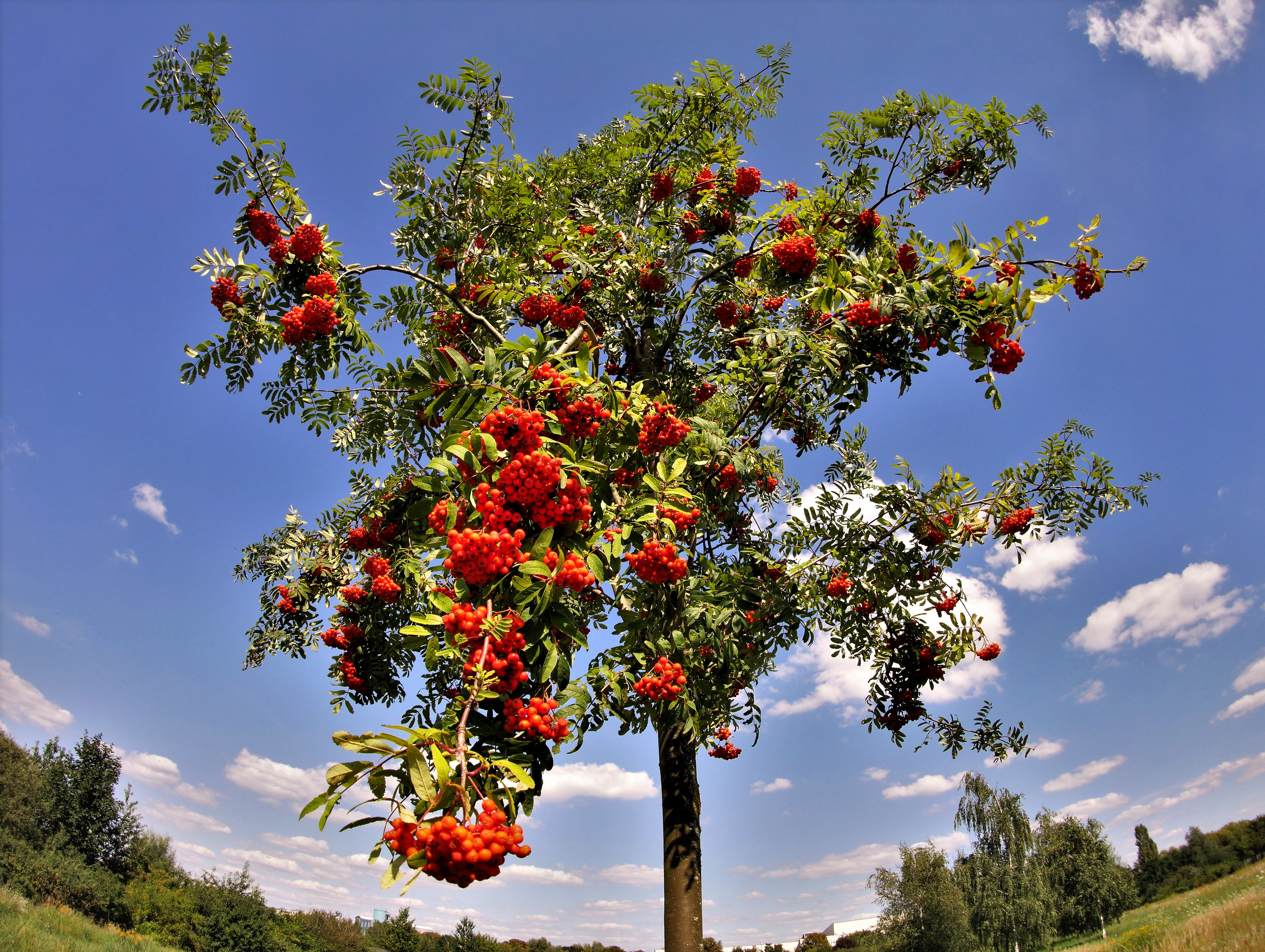
Reife Vogelbeeren

Im Spätsommer reifen bereits zahlreiche Früchte wie Frühapfel, Felsenbirne und Frühzwetschge, Mirabellen, Pfirsiche, Holunderbeeren, sowie die Vogelbeere.
Zeitgleich beginnt die Blüte bei Dahlien, Goldrute, Heidekraut und Herbst-Anemone.

#### Aktivitäten in der Tierwelt
Es sind vermehrt Libellen zu sehen. Die Stechmücken beginnen lästig zu werden.

#### Gartenarbeiten im Spätsommer
- Ernte von Obst, Gemüse und Salaten
- Pflanzzeit für Christrosen und immergrüne Laubgehölze sowie Zwiebelblumen, z. B. Kaiserkrone, Steppenkerze, Feuerlilie und Madonnenlilie
- Stecken von Herbstzeitlosen und herbstblühenden Krokussen
- Auspflanzen im Freien: späte Sorten wie Herbstsalate, Blumenkohl, Chinakohl, Endivie, Zuckerhut, Lauch, Grünkohl, Wirsing
- im Freien aussäen: Winterkresse, Spinat, Feldsalat, Winterportulak, Radieschen, Winterrettich, Zuckerhut, Frühjahrszwiebeln, Löffelkraut und Petersilie fürs Folgejahr
- mehrjährige Pflanzen, Bäume und Kübelpflanzen werden ab jetzt nicht mehr gedüngt
- Stecklingsvermehrung von Kräutern, Stauden und Gehölzen
- Beerensträucher schneiden bzw. auslichten
- Blütenstände von Tomaten entfernen, damit die bereits angesetzten Früchte nicht ausreifen[26]

#### Landwirtschaft
Die meisten Getreidearten sind ausgereift und die Getreideernte wird im Spätsommer weitgehend abgeschlossen. Nun ist Zeit für die zweite Heumahd (Grummet).

### Frühherbst

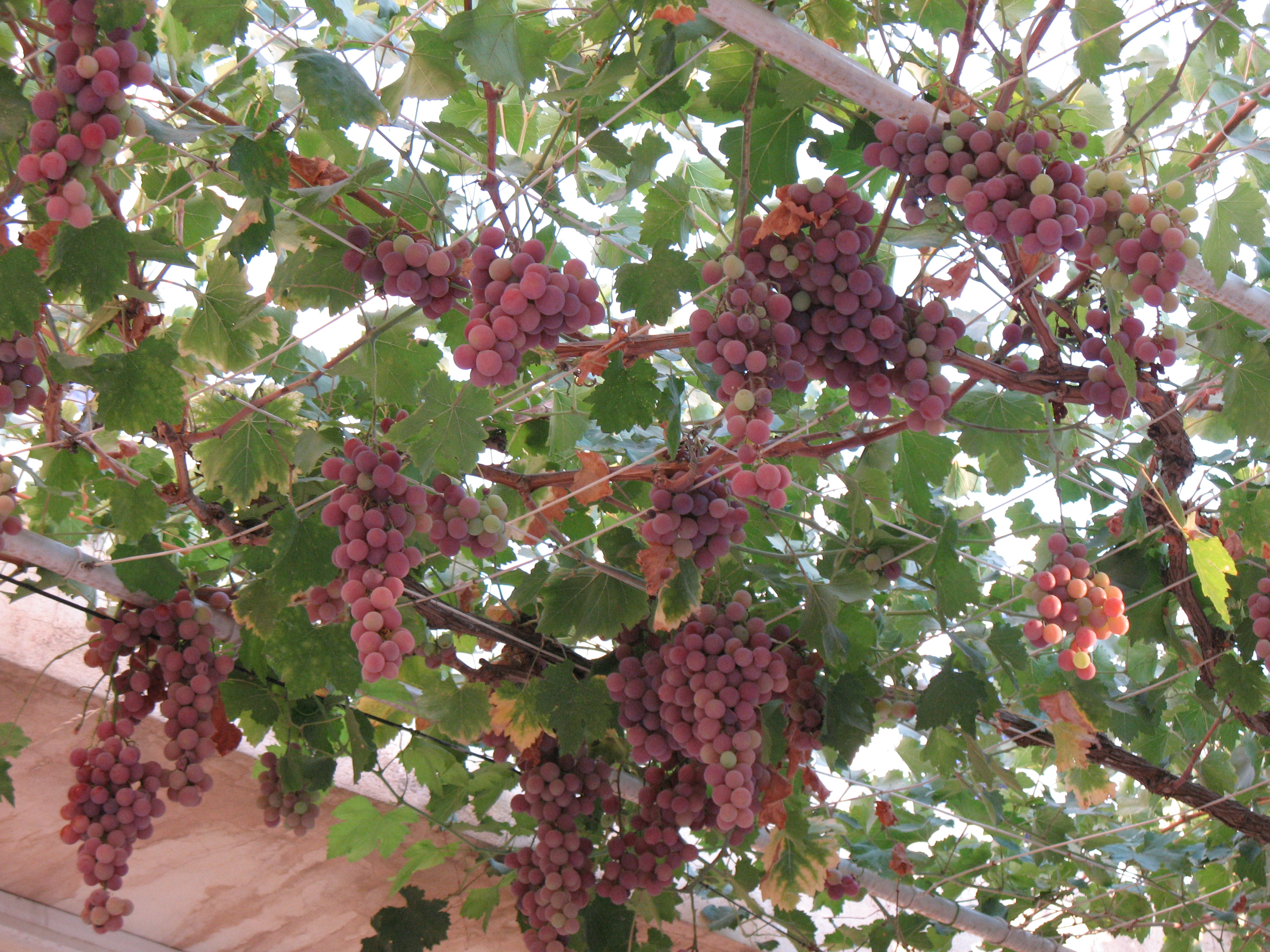
Reife Weintrauben

#### Typische Zeigerpflanzen
Zeigerpflanzen für den beginnenden Frühherbst sind die nun blühende Zeitlosen, wie die Herbstzeitlose.
Bei Schwarzem Holunder, Brombeere, Hundsrose (Hagebutten), Sanddorn, Weißdorn, Kornelkirsche, Aronia und Haselnuss setzt die Fruchtreife ein. Auch Obst wie Zwetschgen, Äpfel und Birnen reifen im Frühherbst voll aus.

#### Aktivitäten in der Tierwelt
Die Hausschwalben beginnen in ihre Winterquartiere zu ziehen.

#### Gartenarbeiten im Frühherbst
- Ernte von Obst, Gemüse und Salat.
- letzte Ernte kälteempfindlicher Früchte, wie Tomaten, Zucchini und Paprika
- Herbstpflanzung von Sträuchern und frühjahrsblühenden Stauden (z. B. Taglilien)
- Himbeeren pflanzen, Knoblauch stecken
- Aussaat im Freien: Spinat, Feldsalat, Radieschen, Winterzwiebeln, Kresse
- letzte Gründüngung einsäen
- im Freien Auspflanzen: Knollen und Zwiebeln von Frühjahrsblühern, z. B. Tulpen, Narzissen, Krokusse, Märzenbecher[28]

#### Landwirtschaft
Obsternte, unter anderem von Birnen und Zwetschgen. Einlagerung lagerfähiger Apfelsorten.

### Vollherbst

#### Typische Zeigerpflanzen

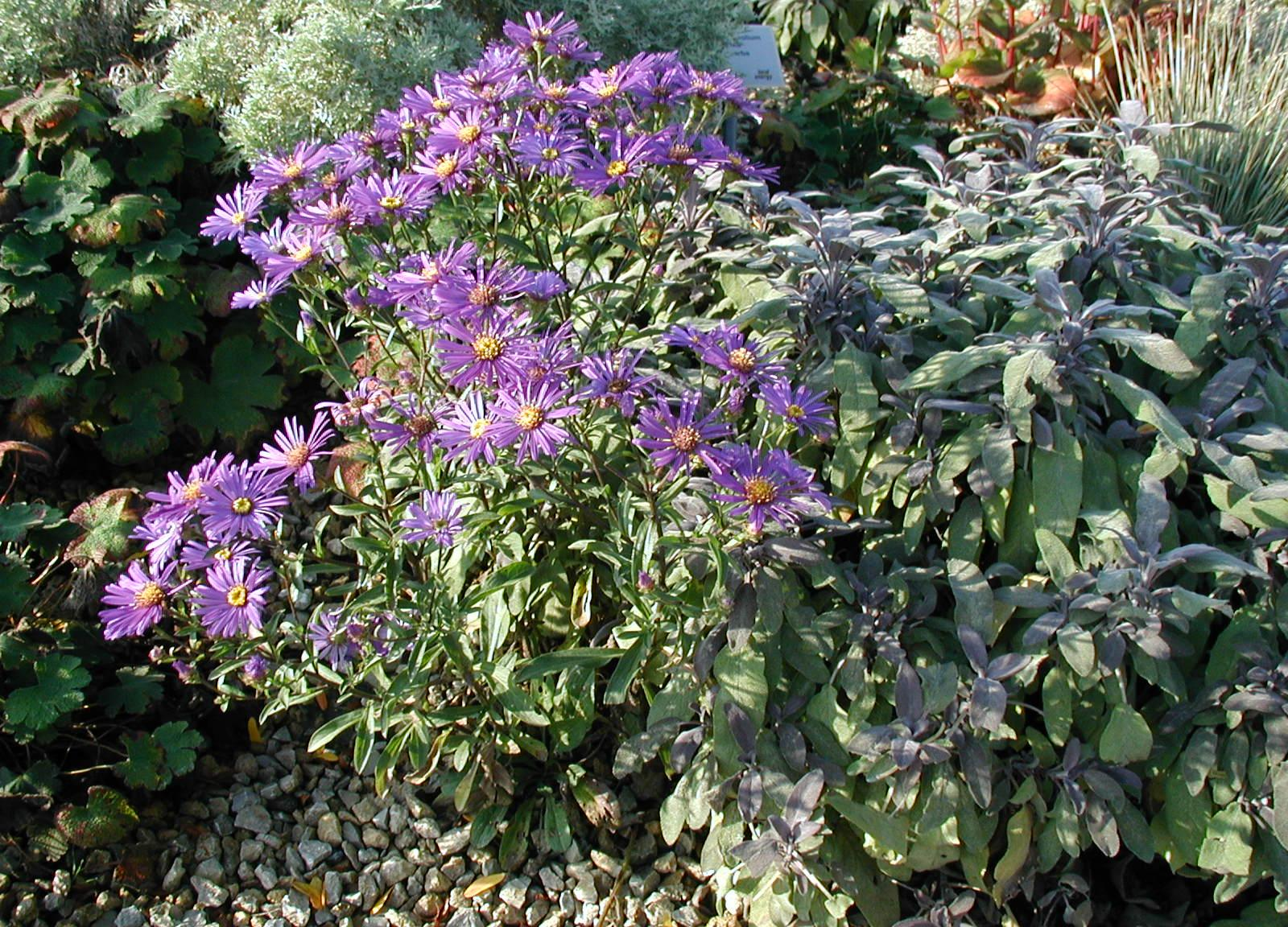
Blühende Astern

Die Blüte der Astern und die beginnende Färbung der Laubbäume zeigen den Beginn des Vollherbstes an, unter anderem Rosskastanie, Rotbuche, Eiche, Esche und Selbstkletternde Jungfernrebe („Wilder Wein“). Bei den Kulturbäumen (Obstbäume) fallen bereits die Blätter. Erst jetzt reifen späte Apfelsorten, Quitte, Walnuss und Buchecker sowie die Früchte von Stieleiche und Rosskastanie.

#### Aktivitäten in der Tierwelt
Die Stare sammeln sich zum Abflug in ihre Winterquartiere.

#### Gartenarbeiten im Vollherbst
- Pflanzzeit für Obstgehölze, Gehölze, Rosen und Stauden
- Pflanzzeit für Knollen und Zwiebeln von Frühjahrsblühern, z. B. Tulpen, Narzissen, Krokusse, Märzenbecher
- Erntezeit für Kartoffeln und Kürbisse
- Frostschutz für Rosmarin, Salbei, Rosen
- nicht winterharte Zwiebelblumen ausgraben und einlagern, z. B. Dahlien, Gladiolen, Begonien, Freesien
- Einlagern von Gemüse wie Karotten, Sellerie, Rote Bete, Kohl
- letztes Mal Rasen mähen
- Aussat von Spinat und Feldsalat für das kommende Jahr
- Unterschlupf für Igel und Futterplatz für Vögel schaffen. Verblühte Stauden und Fruchtstände können als Unterschlupf für Insekten stehen gelassen werden[30]

#### Landwirtschaft
Geerntet werden nun Spätkartoffeln, Rüben und Äpfel. Es beginnt die Aussaat des Wintergetreides.

### Spätherbst

#### Typische Zeigerpflanzen

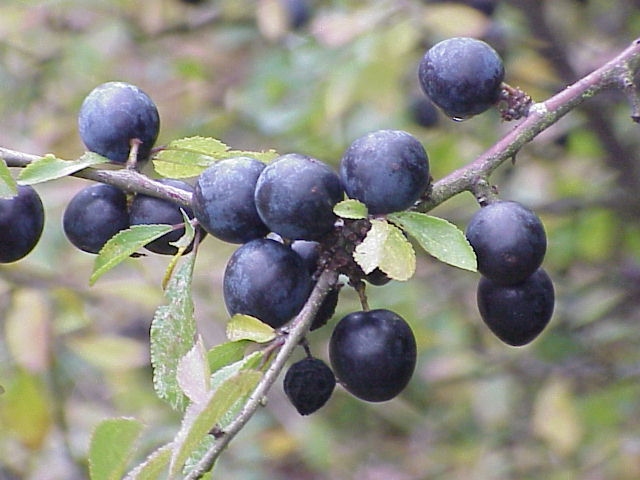
Reife Schlehen

Der beginnende Laubfall von Wildbäumen, wie Stieleiche, Rosskastanie, Vogelbeere und Pappel, signalisiert den Beginn des Spätherbstes.
Die Früchte von Wintersträuchern wie Schlehdorn, Berberitzen und Hagebutte sind erst nach dem ersten Frost voll ausgereift.

#### Aktivitäten in der Tierwelt
Eichhörnchen sammeln ihre Vorräte. Igel suchen sich einen Überwinterungsplatz.

#### Gartenarbeiten im Spätherbst
- Im Spätherbst endet die Pflanzzeit für Obstgehölze, Gehölze, Rosen und Stauden
- Aussat von Kaltkeimerin wie Bärlauch, Akelei, Christrose, Eisenhut, Kuhschellen, Maiglöckchen, Pfingstrosen, Schlüsselblumen, Veilchen
- Neuanlage von Hochbeeten
- Ggf. Rosen anhäufeln.[33]

#### Landwirtschaft
Das Wintergetreide geht auf. Mit Absinken der Temperaturen wird in der Landwirtschaft die Arbeit allmählich eingestellt. Mit dem Ende des Laubfalls endet der Spätherbst meist Mitte bis Ende November.

### Winter

#### Typische Zeigerpflanzen

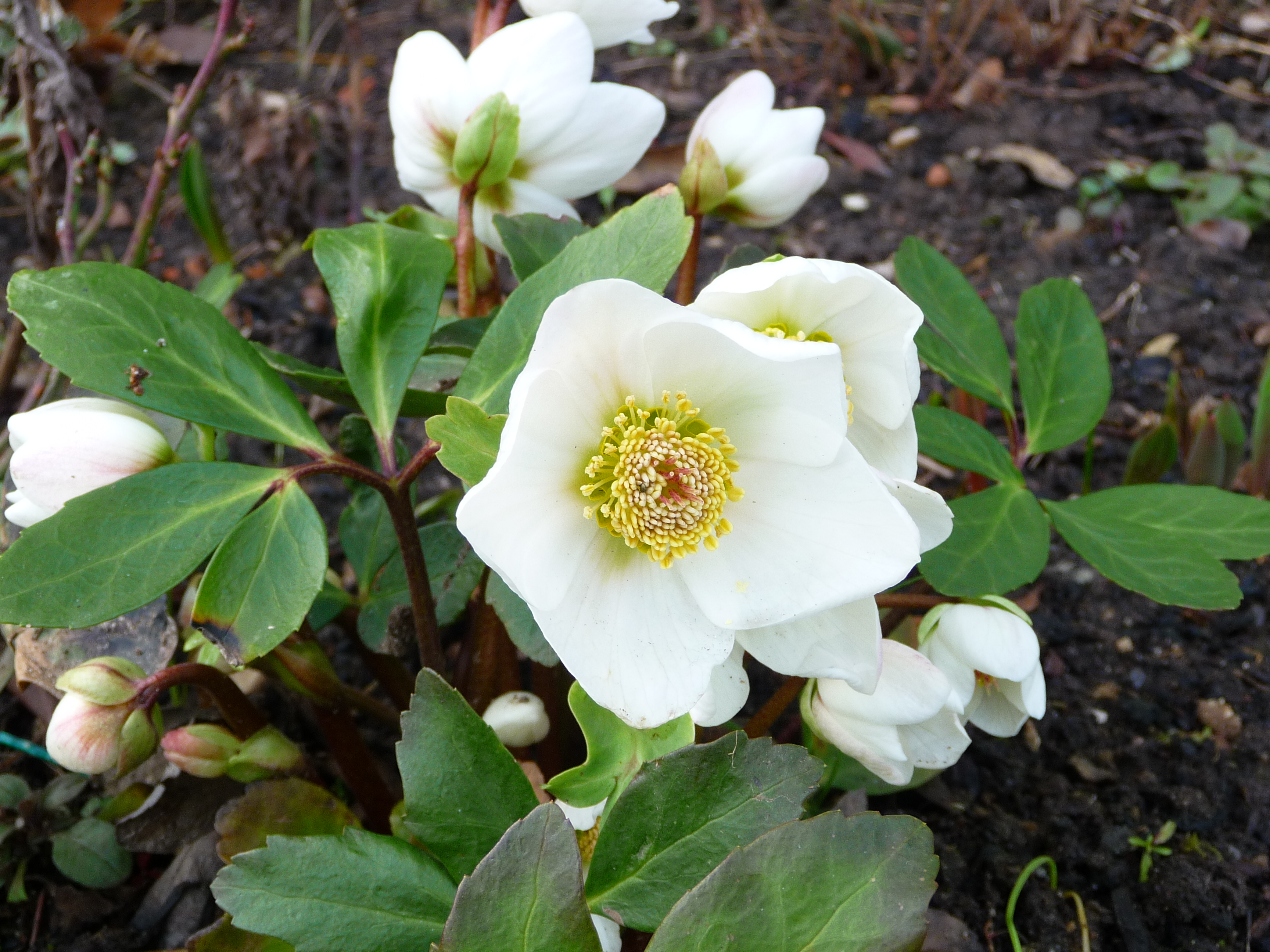
Christrose im Februar

Der phänologische Winter umfasst die Zeit der oberirdischen Vegetationsruhe, in der die meisten Bäume ihr Laub verloren haben. Davon ausgenommen sind nur frühjahrsabwerfende Bäume, wie manche Eichen oder Buchen, und vereinzelte wintergrüne Laubgehölze. Schwarzer Holunder, Eiche und Lärche verlieren jetzt das noch verbliebene Laub. Es blühen Christrose, Winterjasmin und Zaubernuss. Mit der Blüte der Haselnuss schließt sich der Kreis und der Vorfrühling beginnt.

#### Aktivitäten in der Tierwelt
Nur noch die bei uns überwinternden Vögel sind anzutreffen.

#### Gartenarbeiten im Winter
- Winterschnitt der Bäume
- Schnitt von Steckhölzern von Obstgehölzen und Beerenfrüchten, Veredelung von Obstbäumen
- Aussat von Kaltkeimern wie Akelei, Christrose, Eisenhut, Kuhschellen, Maiglöckchen, Pfingstrosen, Schlüsselblumen und Veilchen
- Winterfütterung von Vögeln[35]

#### Landwirtschaft
Das Wintergetreide läuft auf. Im Übrigen herrscht weitgehend Vegetationsruhe. Der phänologische Winter geht ungefähr von Ende November bzw. Anfang Dezember bis Mitte/Ende Februar.